# Waltergruppen
Waltergruppen är en grupp med gymnasieskolor i Halland. Samtliga är privatägda och små skolor (mindre än 300 elever).

## Skolor i gruppen
- Walterska Gymnasiet, Halmstad
- J. A. Zachrissons gymnasieskola, Kungsbacka
- Drottning Blankas gymnasieskola, Varberg
- Rosensparregymnasiet, Falkenberg

## Samarbeten
Skolorna i Waltergruppen samarbetar årligen då eleverna i samhäll/turism-programmet åker ner under sex veckor till Mallorca för praktik. Lärare följer med ner och resan betalas av skolorna. Resan gäller de elever som går tredje året på skolan och de kommer tillbaka i tid till studenten.